# Dvärgmus
Dvärgmus (Micromys minutus) är en av världens minsta gnagare, med en kroppsvikt omkring 7 gram. Redan 1767 beskrev den engelske naturskildraren Gilbert White dvärgmusens ekologi.

## Utseende
Dvärgmusen liknar en sork med längre svans, eller en rundare variant av mus. Den mäter 47 till 58 mm, plus svansen som är 49 till 63 mm. Som ung är den grå men blir senare rödbrun med ljusare undersida.
Arten kan använda sin svans som gripverktyg. Den är mörkbrun på ovansida och ljusare brun på undersidan. Honor har fyra par spenar. Tummen är utrustad med en klo, vilket skiljer dvärgmusen från de nära besläktade arterna i släktet Vandeleuria, som har en nagel på tummen.

## Utbredning
Dvärgmusen har en palearktisk utbredning som sträcker sig från Spanien i väster till Japan i öster.

### Förekomst i Skandinavien
Från Asien och europeiska kontinenten kom den till Danmark i början av 1900-talet. 1913 fanns den på Själland, 1939 norr om Limfjorden. I Finland förekommer den upp till svenska gränsen. Arten hade inte observerats i Sverige förrän 1985, då en population upptäcktes i Dalsland. Det har senare visat sig att denna populations utbredning sträcker sig in i Värmland och Norge. 2007 upptäcktes en ny population i Skåne. Genetiska analyser av mitokondrie-DNA har visat att populationerna i Dalsland och Skåne har olika ursprung, men att båda är närmast släkt med populationer i Danmark. Rimligen har båda populationerna etablerats i modern tid, kanske genom att djur förts in med transporter av jordbruksprodukter.

## Ekologi
Dvärgmusens naturliga habitat är åker- och ängsmark men de trivs även i fuktiga vassbälten och strandvallar. Dvärgmusen är om möjligt ännu rörligare och vigare än andra möss. Den klättrar omkring i sädesfält med hjälp av svansen och bygger bon ganska högt över marken mellan grässtrån och liknande. De påminner mer om fågelbon än om andra däggdjurs bon. Den äter huvudsakligen frön men även andra växtdelar och insekter.
Årets första möjliga parning äger rum i april och sedan kan det vara upp till sju kullar per år. Dräktigheten varar i cirka 21 dagar och honan föder vanligen 3 till 8 ungar per kull. Efter drygt tre veckor är ungarna lika stora som vuxna individer och efter fem till sju veckor är de könsmogna. Dvärgmusen blir vid bra förhållanden fyra år gammal.

## Status och hot
IUCN kategoriserar den som livskraftig men forskning indikerar att moderna jordbruksmetoder påverkar arten negativt.